# Indre værdis metode
Indre værdis metode – eller equity-metoden – benyttes inden for regnskabsvæsen til værdiansættelse af dattervirksomheder og associerede virksomheder i moderselskabets regnskab.
Ved anskaffelse af en virksomhed, opdeles anskaffelsessummen i den anskaffede virksomheds bogførte (indre) værdi og en eventuel goodwill. Goodwill afskrives systematisk, mens den indre værdi reguleres med virksomhedens resultat fratrukket udbetalte udbytter. Den bogførte værdi af dattervirksomheden vil således hele tiden afspejle virksomheden indre værdi. Ejes dattervirksomheden ikke helt, værdireguleres kun med moderselskabets ejerandel.
Værdireguleringer, som endnu ikke er udbetalt som udbytter, låses som en reserve under egenkapitalen, og vil altså ikke kunne anvendes til udbytte i moderselskabet.
Anvendelse af indre værdis metode medfører for koncerner, at årets resultat og egenkapitalen bliver identisk i koncernregnskabet og moderselskabets regnskab.
Ifølge den danske årsregnskabslov kan virksomheder i klasse B,C og D anvende såvel indre værdis metode ved indregning af datterselskaber i moderselskabets regnskab. Hovedreglen er dog, at man indregner datterselskaber til kostpris. En tredje mulighed er at indregne kapitalandele i datterselskaber til dagsværdi med opskrivning over egenkapitalen.
I koncernregnskabet kræver årsregnskabsloven, at indre værdis metode anvendes på associerede selskaber (dvs. selskaber, hvor moderselskabet ejer mellem 20% og 49% af aktiekapitalen) og joint ventures.